# Симон Рожман
Симон Рожман (словен. Simon Rožman, нар. 6 квітня 1983, Целє) — словенський футбольний тренер. З 2019 року очолює тренерський штаб хорватської «Рієки».
Володар Кубка Словенії і Кубка Хорватії. 

## Біографія
Грав у футбол на рівні нижчолігових словенських команд.
Згодом присвятив себе тренерській роботі. Працював з юнацькими командами клубу «Целє», був директором його академії. У квітні 2014 року 31-річний фахівець очолив тренерський штаб основної команди клубу, ставши наймолодшим головним тренером Першої футбольної ліги Словенії. В сезоні 2014/15 очолювана ним команда здобула «срібло» національної першості і стала фіналістом Кубка Словенії.
Залишив «Целє» восени 2015 року, після чого отримав адміністративну посаду у системі клубу «Домжале», а у вересні 2016 року став головним тренером його команди. Пропрацював на цій посаді протягом трьох років, привівши її до перемоги у Кубку Словенії 2016/17.
23 вересня 2019 року очолив тренерський штаб хорватської «Рієки», яка під його керівництвом здобула Кубок Хорватії 2019/20.

## Тренерська статистика
Станом на 12 вересня 2020
| Команда   | З               | По             | Статистика | Статистика | Статистика | Статистика | Статистика |
| Команда   | З               | По             | І          | В          | Н          | П          | %В         |
| --------- | --------------- | -------------- | ---------- | ---------- | ---------- | ---------- | ---------- |
| «Целє»    | 29 квітня 2014  | 1 вересня 2015 | 59         | 28         | 14         | 17         | 47,46      |
| «Домжале» | 2 вересня 2016  | 3 вересня 2019 | 134        | 67         | 32         | 35         | 50,00      |
| «Рієка»   | 23 вересня 2019 | досі           | 37         | 22         | 4          | 11         | 59,46      |
| Разом     | Разом           | Разом          | 230        | 117        | 50         | 63         | 50,87      |

## Тренерські досягнення
- Володар Кубка Словенії (1):

«Домжале»: 2016-2017
- Володар Кубка Хорватії (1):

«Рієка»: 2019-2020